# Setantii
Les Setantii (ou Segantii ou Sistuntii) étaient un peuple celte de la Bretagne insulaire protohistorique, qui aurait été établi au nord des rives de la Mersey, dans ce qui correspond au sud du Lancashire de l'Angleterre d’aujourd'hui.
Leur nom nous est parvenu d’une source unique, la Géographie de Ptolémée mais il n’existe aucune confirmation d’ordre archéologique. On y trouve le toponyme Portus Setantiorum ou Port des Setantii. L'emplacement a depuis été submergé, mais il semble, d'après le tracé des voies romaines de la région, qu'il s'agisse d'un endroit situé près de l'actuel port de Fleetwood.
Le nom du peuple se retrouverait dans l'hydronyme Seteia, mentionné également par Ptolémée qui semble être celui de la rivière Mersey.
Le nom a été interprété comme signifiant « habitants le pays de l'eau » et pourrait être associé à celui du nom du héros irlandais Cúchulainn, dont le nom à la naissance, Setanta, semble proche.
Certains[réf. nécessaire] estiment qu'ils pourraient donc venir d’Irlande, de la région de sa résidence principale, Tara et la côte d'Ulster.
Sir John Rhys a également suggéré d'associer ces deux noms et celui de Seithennin, un personnage gallois du Livre Noir de Carmarthen.
Ce peuple était probablement une branche des Brigantes qui, avant l'invasion romaine, dominaient le nord de l'actuelle Angleterre. L'étendue du domaine des Setantii est inconnue mais on[réf. nécessaire] a suggéré que la Seteia (la Mersey) formait la limite sud, et qu'il s'étendait vers le nord jusque Borrow Beck, au sud de Tebay, dans le Westmorland (sud de la Cumbria).

## Voir également
- Peuples celtes de Grande-Bretagne